# 1840 Hus
Az 1840 Hus (ideiglenes jelöléssel 1971 UY) a Naprendszer kisbolygóövében található aszteroida. Luboš Kohoutek fedezte fel 1971. október 26-án.